# Cosmos (operativsystem)
Cosmos är ett operativsystem för inbäddade applikationer som är skrivet nästan helt i C# och kan boota ett C#-program direkt på hårdvaran. Cosmos bygger på en kompilator (IL2CPU) som översätter CIL-koden till maskinkod. Resultatet kan sedan köras på en PC eller i virtuell maskin.